# 委內瑞拉臀點脂鯉
委內瑞拉臀點脂鯉又名黃腹食人魚，為臀点脂鯉属的其中一個種。分布於南美洲奧里諾科河等流域，棲息在底中層水域，生活習性不明。

## 扩展阅读
維基物種上的相關：委內瑞拉臀點脂鯉